# Madame Clicquot Ponsardin
Madame Clicquot Ponsardin (født 16. december 1777, død 1866) – også kendt som "Den Gule Enke" overtog i 1805 ejerskabet af firmaet Veuve Clicquot, der er en stor fransk producent af champagne. Hun blev gift ind i den rige Clicquot familie i 1798, da hun giftede sig med Francois Clicquot.
I Danmark er firmaet kendt for at sælge champagnemærket "Den Gule Enke", der er det eneste mærke der har en gul etiket på flasken.[kilde mangler]